# Giuseppe Rovani
Giuseppe Rovani (Milà, 12 de gener de 1818 - Milà, 26 de gener de 1874) fou un novel·lista i bibliotecari italià.
Exercí de bibliotecari a Brera i fou preceptor de famílies de la noblesa italiana. Després de ser voluntari durant la defensa de Roma del 1848, s'exilià a Suïssa. Publicà diverses novel·les històriques de tipus manzonià, com Lamberto Malatesta (1843), Valenzia Candiano (1845), Manfredo Pallavicino (1846) o La Libia d'oro (1868). Però la seva obra cabdal és la novel·la de fulletó Cento anni (1856-64), on es relaten els fets italians de mitjans del xviii.